# Manuel de Sobral y Bárcena
Manuel de Sobral y Bárcena, canónigo nacido en Guatemala en 1763 y fallecido en Jerez de la Frontera (Cádiz, España) en 1843.
Abad de la colegial jerezana. En 1810, viviendo en Puerto Real, sirvió de espía al servicio de las Cortes de Cádiz, por lo que se le concedió más tarde la Cruz del Mérito de Chiclana de la Frontera.
- Datos: Q5994752